# Tour della nazionale maschile di rugby a 15 della Nuova Zelanda 1960
Nel 1960 la nazionale di rugby a 15 della Nuova Zelanda si imbarcò per un lungo tour in Australia e Sud Africa. 
Fu un tour pieno di polemiche. Infatti le autorità Sud Africane imposero ai Neozelandesi di escludere i giocatori maori. Questa politica razzista, scatenò in Nuova Zelanda feroci polemiche.
Per 10 anni la Nuova Zelanda si rifiuterà di andare in Sud Africa, sino a quando nel 1970 i Sudafricani accetteranno i giocatori Maori, con l'ipocrita qualifica di "Honorary Withes" (bianchi onorari). Ma la questione sarà sempre più dibattuta. nel 1976, i paesi africani boicotteranno le Olimpiadi del 1976, per protesta contro il tour degli All Blacks in Sud Africa.
Nel 1979 il tour degli Springboks in Nuova Zelanda venne accompagnato da proteste, scontri di piazza, invasioni di campo e addirittura lancio di sacchetti di farina sui giocatori da un piccolo aereo.
Nel 1985 l'opinione pubblica costringerà la federazione ad annullare un tour in Sud Africa e nel 1986 si recherà in quel paese una squadra non ufficiale (di bianchi) denominata "Cavaliers" per un tour non ufficiale.
Solo nel 1992 con la fine dell'apartheid il rugby si lascerà alle spalle (almeno in campo internazionale) questi problemi.

## Risultati
| Sydney 14 maggio 1960 | New South Wales | 0 – 27 | Nuova Zelanda XV | Sydney Showgrounds |

| Sydney 14 maggio 1960 | Queensland | 3 – 32 | Nuova Zelanda XV | Sydney Showgrounds |

| Orange (Australia) 17 maggio 1960 | Victoria-South Australia | 6 – 30 | Nuova Zelanda XV | Wade Park |

| Orange (Australia) 17 maggio 1960 | NSW Country | 6 – 38 | Nuova Zelanda XV | Wade Park |

| Perth 21 maggio 1960 | Western Australia | 0 – 57 | Nuova Zelanda XV | Leederville Oval |

| Potchefstroom 28 maggio 1960 | Northern Universities | 6 – 45 | Nuova Zelanda XV | Kruger Park |

| Durban 31 maggio 1960 | Natal | 6 – 6 | Nuova Zelanda XV | King's Park |

| Kimberley (Sudafrica) 4 giugno 1960 | Griqualand West | 9 – 21 | Nuova Zelanda XV | de Beer's Stadium |

| Windhoek 8 giugno 1960 | Africa del Sud Ovest | 3 – 27 | Nuova Zelanda XV | South-West Stadium |

| Wellington (Nuova Zelanda) 11 giugno 1960 | Boland | 0 – 16 | Nuova Zelanda XV |  |

| Città del Capo 15 giugno 1960 | Western Province Universities | 3 – 14 | Nuova Zelanda XV | Newlands |

| Pretoria 18 giugno 1960 | Northern Transvaal | 3 – 27 | Nuova Zelanda XV | Loftus Versfeld |

| Arbitro: | Erdam Albert Strasheim |

| |            | |
| mete: HJ van Zyl 2 trasf.: Dryburgh, Lockyear c.p.: Lockyear | Marcatori  | |
| Roy Dryburgh (c) , Mike Antelme, John Gainsford Ian Kirkpatrick, Hennie van Zyl, Keith Oxlee Dick Lockyear, Lofty Nel, Martin Pelser Hugo van Zyl, Johan Claassen, Avril Malan Spiere du Toit, Abie Malan, Chris Koch | Formazioni | Don Clarke, James Watt , Terence O'Sullivan Terry Lineen, Ralph Caulton, Adrian Clarke Kevin Briscoe, Dick Conway, Kel Tremain Tiger Hilton-Jones, Ian MacEwan, Colin Meads Mark Irwin, Denis Young, Wilson Whineray (c) |

| Kitwe 29 giugno 1960 | A Rhodesian XV | 9 – 13 | Nuova Zelanda XV |  |

| Harare 2 luglio 1960 | Rhodesia XV | 14 – 29 | Nuova Zelanda XV | Glamis Park (23.000 spett.) |

| Bloemfontein 6 luglio 1960 | Orange Free State | 9 – 8 | Nuova Zelanda XV | Free State Stadium |

| Durban 9 luglio 1960 | Sudafrica Junior | 6 – 20 | Nuova Zelanda XV | King's Park |

| Port Elizabeth 13 luglio 1960 | Eastern Province | 3 – 16 | Nuova Zelanda XV | Boet Erasmus |

| Città del Capo 16 luglio 1960 | Western Province | 8 – 20 | Nuova Zelanda XV | Newlands |

| Oudtshoorn 19 luglio 1960 | SW District | 6 – 18 | Nuova Zelanda XV |  |

| Arbitro: | Michael Slabber |

| |            | |
| mete: Oxlee | Marcatori  | mete: Meads trasf.: Clarke c.p.: Clarke Drop: Clarke |
| Roy Dryburgh (c) , Mike Antelme, John Gainsford Ian Kirkpatrick, Hennie van Zyl, Keith Oxlee Dick Lockyear, Lofty Nel, Martin Pelser Hugo van Zyl, Johan Claassen, Avril Malan Spiere du Toit, Bertus van der Merwe, Chris Koch, | Formazioni | Don Clarke, James Watt, Kevin Laidlaw Terry Lineen, Frank McMullen, Steven Nesbit Kevin Briscoe, Colin Meads, Kel Tremain David Graham, Ian MacEwan, Ronald Horsley Ian Clarke, Denis Young, Wilson Whineray (c) |

| East London 27 luglio 1960 | Central Universities | 12 – 21 | Nuova Zelanda XV | Border R.U. Ground |

| Springs 30 luglio 1960 | Eastern Transvaal | 6 – 11 | Nuova Zelanda XV | PAM Brink |

| Pretoria 3 agosto 1960 | SA Combined Services | 8 – 3 | Nuova Zelanda XV | Loftus Versfeld |

| Johannesburg 6 agosto 1960 | Transvaal | 3 – 19 | Nuova Zelanda XV | Ellis Park |

| Potchefstroom 9 agosto 1960 | Western Transvaal | 3 – 28 | Nuova Zelanda XV | Kruger Park |

| Arbitro: | Ralph Burmeister |

| |            | |
| mete: Oxlee trasf.: Lockyear c.p.: Lockyear 2 | Marcatori  | mete: McMullen trasf.: Clarke c.p.: Clarke 2 |
| Lionel Wilson, Mike Antelme, John Gainsford Ian Kirkpatrick, Hennie van Zyl, Keith Oxlee Dick Lockyear, Doug Hopwood, Martin Pelser Hugo van Zyl, Johan Claassen, Avril Malan (c) Spiere du Toit, Abie Malan, Fanie Kuhn | Formazioni | Don Clarke, James Watt, Kevin Laidlaw Terry Lineen, Frank McMullen, Steven Nesbit Kevin Briscoe, Dick Conway, Kel Tremain David Graham, Colin Meads, Ronald Horsley Ian MacEwan, Denis Young, Wilson Whineray (c) |

| Aliwal 17 agosto 1960 | North-Eastern Districts | 6 – 15 | Nuova Zelanda XV |  |

| East London 20 agosto 1960 | Border | 3 – 30 | Nuova Zelanda XV | Border R.U. Ground |

| Arbitro: | Ralph Burmeister |

| |            | |
| mete: Pelser trasf.: Lockyear c.p.: Lockyear | Marcatori  | c.p.: D.Clarke |
| Lionel Wilson, Mike Antelme, John Gainsford Ian Kirkpatrick, Hennie van Zyl Keith Oxlee, Dick Lockyear Doug Hopwood, Martin Pelser, Hugo van Zyl Stompie van der Merwe, Avril Malan (c) Spiere du Toit, Abie Malan, Fanie Kuhn, | Formazioni | Don Clarke, James Watt, Frank McMullen Kevin Laidlaw, Ralph Caulton Tony Davies, Kevin Briscoe Dick Conway, Kel Tremain, Colin Meads Ian MacEwan, Ronald Horsley Ian Clarke, Denis Young, Wilson Whineray (c), |

| Johannesburg 3 settembre 1960 | A Transvaal XV | 3 – 9 | Nuova Zelanda XV | Ellis Park |